# Жуков, Борис Михайлович

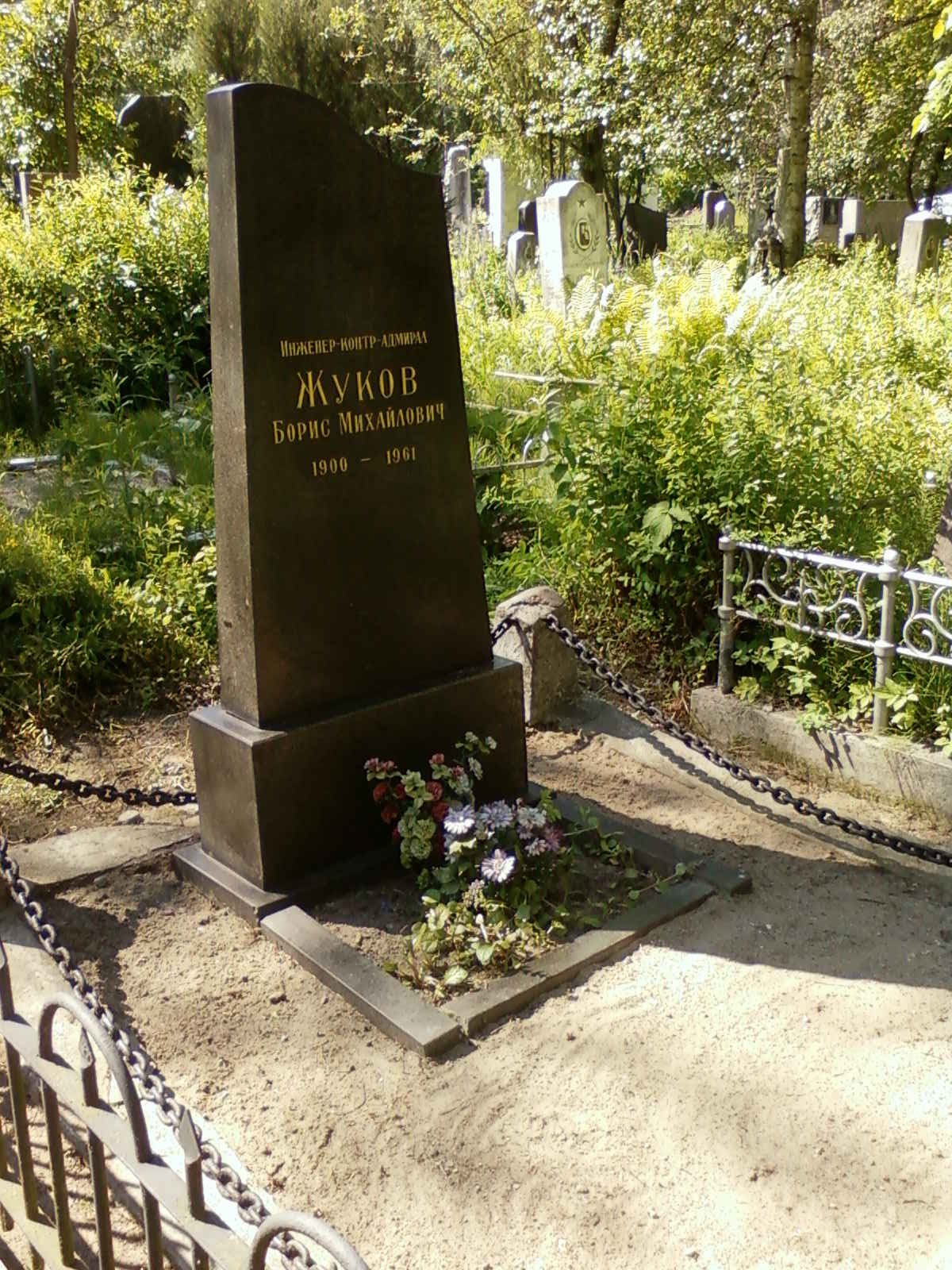
Могила Жукова Б. М. на Серафимовском кладбище Санкт-Петербурга

Борис Михайлович Жуков (27 марта [9 апреля] 1900, Рыбинск, Ярославская губерния — 30 сентября 1961, Ленинград) — советский военный гидрограф. Инженер-контр-адмирал (5 ноября 1944 года).

## Биография
В ВМФ с июля 1921; член компартии с 1938 года.
Окончил Петроградский морской техникум водного транспорта (октябрь 1918 — июль 1921 года), Военно-подготовительный курс при Военно-морской академии (июнь — октябрь 1922 года), Военно-морское гидрографическое училище (октябрь 1922 — октябрь 1925 года), гидрографический факультет Военно-морской академии имени К. Е. Ворошилова (декабрь 1933 — май 1937 года).
1-й помощник командира спасательного судна «Ворон» (июль 1921 — май 1922 года), помощник командира ГИСУ «Помор», «Соломбала» (октябрь 1925 — июль 1926 года), гидрограф Карской экспедиции по изучению СЛО на ледоколе «Георгий Седов» (июль — декабрь 1926 года), помощник командира ГИСУ «Пахтусов» (декабрь 1926 — апрель 1927 года), «Метель» (апрель 1927 — март 1928 года) УБЕКОСевер, лоцмейстер Архангельского лоцмейстерства (март 1928 — апрель 1930 года), помощник начальника гидрографического штурманского отдела (апрель 1930 — март 1932 года), начальник Восточной лоцдистанции (март 1932 — декабрь 1933 года) УБЕКОчерназморей, начальник отделения навигационного ограждения (май — октябрь 1937 года), гидрографического отдела (октябрь 1937 — январь 1940 года) ЧФ. Начальник Высшего военно-морского гидрографического училища имени Г. К. Орджоникидзе (январь 1940 — август 1941 года).
В начале Великой Отечественной войны курсанты и преподаватели ВВМГУ под командованием Жукова совместно с другими военно-морскими училищами заняли оборону на подступах к Ленинграду в районе Петергоф — Гостилицы. В августе училище было эвакуировано в Астрахань, где вошло в состав ВВМУ им. М. В. Фрунзе. Начальник этого училища (август 1941 — июнь 1942 года). Заместитель начальника Гидрографического управления по гидрографии, картографии и издательству (июнь 1942 — июль 1943 года), заместитель начальника управления (июль 1943 — июнь 1944 года), заместитель начальника по вооружению и оборудованию (июнь — август 1944 года) Гидрографического управления ВМФ, начальник Управления гидрографическо-штурманского вооружения Гидрографии ВМФ с августа 1944 года.
В 1943 году, получив специальные полномочия от наркома ВМФ, успешно руководил работами по строительству, монтажу и вводу в действие средств навигационного оборудования на морях Дальнего Востока.

Из аттестации: 

Проявил большую активность и инициативу в деле обеспечения развития сети средств навигационного оборудования морских театров. Особо большая работа проведена под непосредственным руководством Ж. в деле восстановления и развития производственных приборостроительных предприятий Гидрографии ВМФ.

После окончания войны находился в прежней должности. Начальник Управления гидрографическо-штурманского вооружения ВМФ (январь — май 1946 года), заместитель начальника Гидрографического управления ВМС (май 1946 — май 1953 года), заместитель начальника того же управления по навигационному оборудованию (май 1953 — июнь 1955 года), заместитель начальника Управления гидрографической службы ВМФ (июнь 1955 — сентябрь 1956 года).
С сентября 1956 года в запасе.
Похоронен на Серафимовском кладбище.

## Награды
- Орден Ленина (1946);
- Орден Красного Знамени (1944)[2];
- Орден Красного Знамени (1951);
- Орден Трудового Красного Знамени (1945)[3];
- Орден Красной Звезды (1943)[4];
- Медаль «За оборону Ленинграда»[5];
- Медаль «За победу над Германией в Великой Отечественной войне 1941—1945 гг.»;
- и другие медали.
- Именное оружие (1956).